# Зола

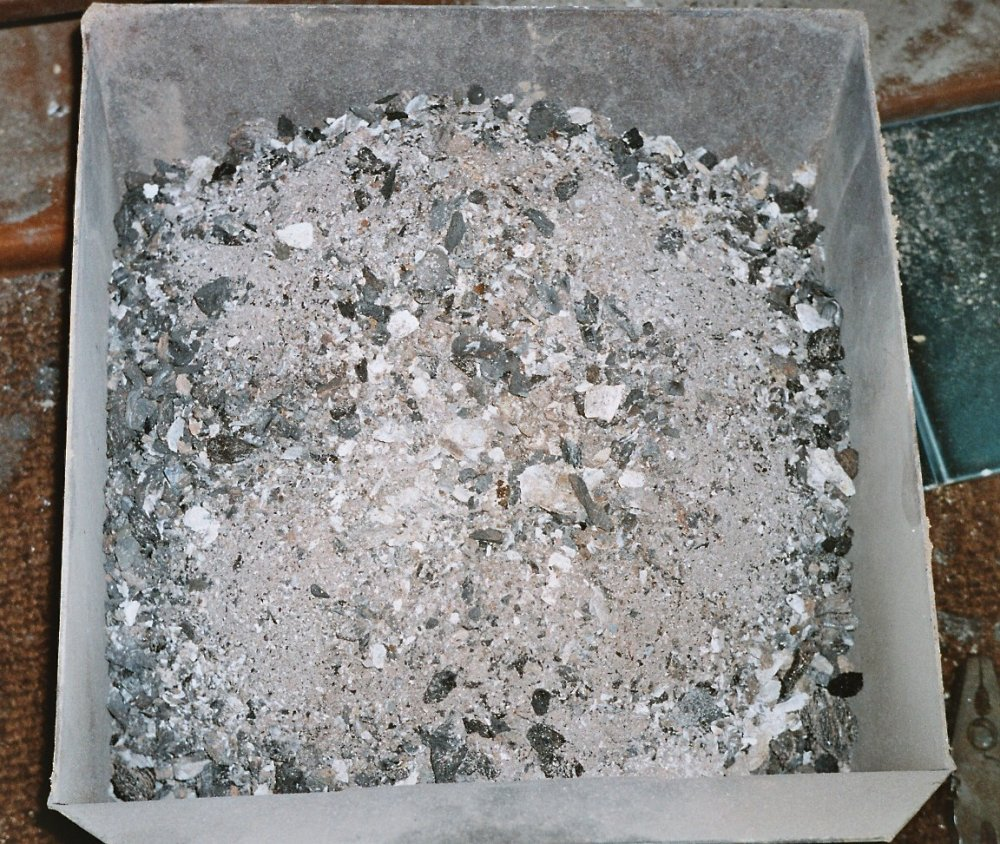
Зола, образованная при сжигании каменного угля

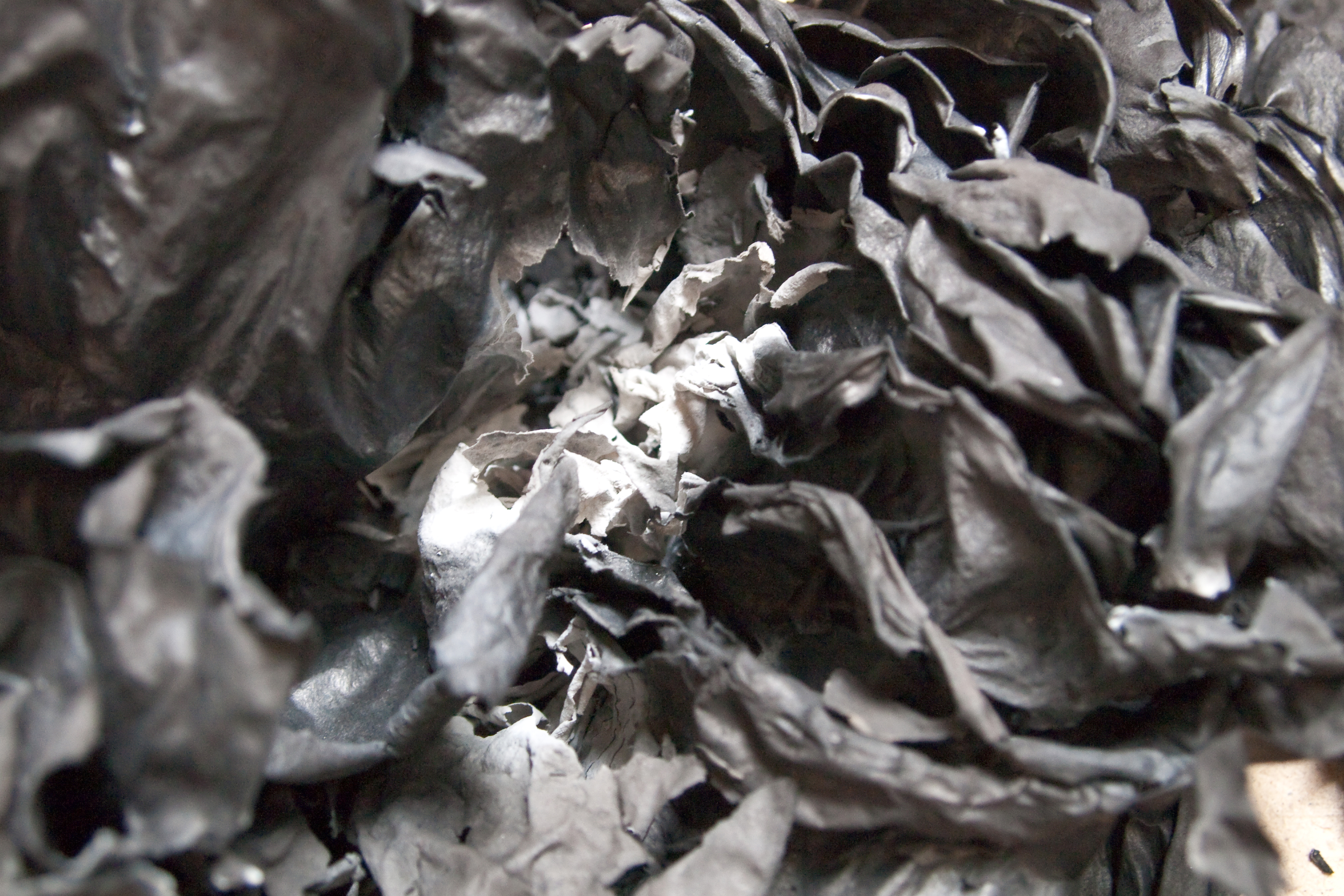
Бумажная зола, пепел

Зола́ — несгорающий остаток, образующийся из минеральных примесей топлива при полном его сгорании.
Минералогический анализ химического состава золы, которая образуется после сгорания и прокаливания различных видов топлива, показывает, что основным компонентом золы является стекло с кристаллической фазой в виде кварца, гематита, магнетита и разнообразных силикатов кальция. 
Содержание золы в каменных и бурых углях находится в пределах примерно от 1 до 45 % и более, в горючих сланцах — от 50 до 80 %, в топливном торфе — от 2 до 30 %, в дровах — от 0,5 % до 2 %, в растительном топливе др. видов — от 3 до 5 %, в мазуте — чаще до 0,15 %, но иногда выше; в плодах граната — 0,5—0,7 %. Верхний предел содержания минеральных примесей определяет техническую возможность и экономическую целесообразность использования данного ископаемого в качестве топлива.

## Проблемы при образовании золы
Присутствие золы снижает относительное содержание горючих составных частей в топливе. При сжигании топлива некоторое количество тепла теряется вместе с золой. В котлоагрегатах расплавленная зола оседает на трубах топочных экранов, ширм и др. элементов в виде спёкшегося шлака. Отложения золы на поверхностях нагрева препятствуют передаче тепла от топочных газов к воде или пару и увеличивают термодинамическое сопротивление котла. Летучая зола истирает котельные трубы и дымососы, при удалении с дымовыми газами зола загрязняет атмосферу.

## Использование золы

### В промышленности
В промышленности строительных материалов зола используется для производства некоторых видов бетона. Из золы некоторых углей добывают редкие и рассеянные элементы, например германий, галлий и уран.
А также золу в малых размерах используют для наполнения органических элементов.

### В сельском хозяйстве
В сельском хозяйстве золу широко применяют как удобрение, содержащее калий в форме поташа (K2CO3), легкорастворимого в воде и доступного растениям соединения. В золе находятся и другие минеральные вещества, необходимые растениям: фосфор, кальций, магний, сера, бор, марганец и др. макро- и микроэлементы. Высокое содержание углекислого кальция в золе сланцев и торфа позволяет использовать её для снижения кислотности почв.
Среднее содержание в золе, применяемой как удобрение, соединений, содержащих основные элементы питания растений:
| Зола                  | Калий (K2O), % | Фосфор (P2O5), % | Кальций (CaO), % |
| --------------------- | -------------- | ---------------- | ---------------- |
| Стеблей подсолнечника | 30—35          | 2—4              | 18—20            |
| Гречишная солома      | 25—35          | 2—4              | 16—19            |
| Ржаная солома         | 10—14          | 4—6              | 8—10             |
| Пшеничная солома      | 9—18           | 3—9              | 4—7              |
| Берёзовые дрова       | 10—12          | 4—6              | 35—40            |
| Еловые дрова          | 3—4            | 2—3              | 23—26            |
| Сосновые дрова        | 10—12          | 4—6              | 30—40            |
| Кизячная              | 10—12          | 4—6              | 7—9              |
| Торфяная              | 0,5—4,8        | 1,2—7,0          | 15—26            |
| Сланцевая             | 0,5—1,2        | 1—1,5            | 36—48            |

Вносят золу во все почвы, под все культуры, но наиболее целесообразно удобрять ею табак, картофель, гречиху, бобовые, лён, плодовые культуры. Золу вносят под вспашку, при перекопке почвы под кронами деревьев (4—15 ц/га), при посадке картофеля, рассады капусты и томатов (3—5 ц/га), используют её для подкормки лугов, пропашных и зерновых культур (3—5 ц/га). Золу не следует смешивать с органическими и аммиачными удобрениями (во избежание потерь аммиака), а также с суперфосфатом и др. водорастворимыми фосфорными удобрениями (вызывает ретроградацию, чем понижает усваиваемость фосфатов растениями).

### При санитарной обработке
Добавление извести в экскременты в безводных уборных и в осадки сточных вод может увеличить уровень pH и способствует инактивации (гибели) микроорганизмов. Обработка может быть первичной, то есть непосредственно в туалете сразу после дефекации, например, путём добавления золы или вторичной, где материал собирается из туалета (или оставляется в туалете без дальнейшего попадания фекалий) и обрабатывается под контролем, чтобы снизить количество болезнетворных микроорганизмов до приемлемых границ.

### Щелочной осветлитель
Мягкая щёлочность золы издревле использовалась в народе для отбеливания тканей, а также осветления волос.